# Titularbistum Valeria
Valeria ist ein Titularbistum der römisch-katholischen Kirche.
Es geht zurück auf einen untergegangenen Bischofssitz in der gleichnamigen antiken Stadt (auf dem Gebiet der heutigen spanischen Gemeinde Las Valeras), die in der römischen Provinz Tarraconensis bzw. in der Spätantike Carthaginiensis lag. Der Bischofssitz gehörte der Kirchenprovinz Toledo an.
| Titularbischöfe von Valeria |                                                       |                                             |               |                  |
| Nr.                         | Name                                                  | Amt                                         | von           | bis              |
| 1                           | Antonio Lloren Mabutas Titularerzbischof pro hac vice | Koadjutorerzbischof von Davao (Philippinen) | 25. Juli 1970 | 9. Dezember 1972 |
| 2                           | Hugolino Cerasuolo Stacey OFM                         | Weihbischof in Guayaquil (Ecuador)          | 30. Mai 1975  | 2. Mai 1985      |
| 3                           | Francesco Canalini Titularerzbischof pro hac vice     | Diplomat des Heiligen Stuhls                | 28. Mai 1986  |                  |